# Valli glaciali di Orto di Donna e Solco d'Equi
Valli glaciali di Orto di Donna e Solco d'Equi este o arie protejată (arie specială de conservare — SAC, sit de importanță comunitară — SCI) din Italia întinsă pe o suprafață de 2.832 ha, integral pe uscat.

## Localizare
Centrul sitului Valli glaciali di Orto di Donna e Solco d'Equi este situat la coordonatele 44°08′21″N 10°12′09″E / 44.139167°N 10.2025°E.

## Înființare
Situl Valli glaciali di Orto di Donna e Solco d'Equi a fost declarat sit de importanță comunitară în iunie 1995 pentru a proteja 2 specii de plante și 14 specii de animale. Situl a fost protejat și ca arie specială de conservare în mai 2016.

## Biodiversitate
Situată în ecoregiunea mediteraneană, aria protejată conține 20 de habitate naturale: Păduri de Castanea sativa, Păduri de fag Asperulo-Fagetum, Grohotișuri termofile și vest-mediteraneene, Roci stâncoase cu vegetație pionieră de Sedo-Scleranthion sau Sedo albi-Veronicion dillenii, Pante stâncoase silicioase cu vegetație casmofită, Lacuri eutrofice naturale cu vegetație de tip Magnopotamion sau Hydrocharition, Matorral arborescenți cu Juniperus spp., Păduri de fag Luzulo-Fagetum, Păduri de fag din Apenini cu Taxus și Ilex, Pajiști uscate europene, Pajiști alpine și subalpine calcaroase, Pajiști alpine și boreale, Păduri de fag din Europa Centrală dezvoltate pe sol calcaros cu Cephalanthero-Fagion, Lespezi calcaroase, Pante stâncoase calcaroase cu vegetație casmofită, Pajiști uscate seminaturale și facies de acoperire cu tufișuri pe substraturi calcaroase (Festuco-Brometalia) (* situri importante pentru orhidee), Grohotișuri calcaroase și de șisturi calcaroase de la nivelul montan până la nivelul alpin (Thlaspietea rotundifolii), Formațiuni ierboase bogate în specii de Nardus, dezvoltate pe substraturi silicioase în zone montane (și în zone submontane, în Europa continentală), Peșteri inaccesibile publicului, Pajiști carstice calcaroase sau bazofile, de Alysso-Sedion albi.
La baza desemnării sitului se află mai multe specii protejate:
- plante (2): Aquilegia bertolonii, Athamanta cortiana
- păsări (8): acvilă de munte (Aquila chrysaetos), șoim călător (Falco peregrinus), vânturel roșu (Falco tinnunculus), sfrâncioc roșiatic (Lanius collurio), mierlă de piatră (Monticola saxatilis), pietrar sur (Oenanthe oenanthe), stăncuță alpină (Pyrrhocorax graculus), Pyrrhocorax pyrrhocorax
- mamifere (5): liliac cârn (Barbastella barbastellus), lupul (Canis lupus), liliacul mediteranean cu potcoavă (Rhinolophus euryale), liliacul mare cu potcoavă (Rhinolophus ferrumequinum), liliacul mic cu potcoavă (Rhinolophus hipposideros)
- nevertebrate (1): Euplagia quadripunctaria

Pe lângă speciile protejate, pe teritoriul sitului au mai fost identificate 87 de specii de plante, 3 specii de amfibieni, 8 specii de mamifere, 26 de specii de nevertebrate, 4 specii de reptile.